# Coelotes stylifer
Coelotes stylifer là một loài nhện trong họ Amaurobiidae.
Loài này thuộc chi Coelotes. Coelotes stylifer được Lodovico di Caporiacco miêu tả năm 1935.